# Georges Fessard
Georges Alfred Fessard est un homme politique français né le 11 février 1844 à Chartres (Eure-et-Loir) et mort le 22 janvier 1918 à Paris.

## Biographie

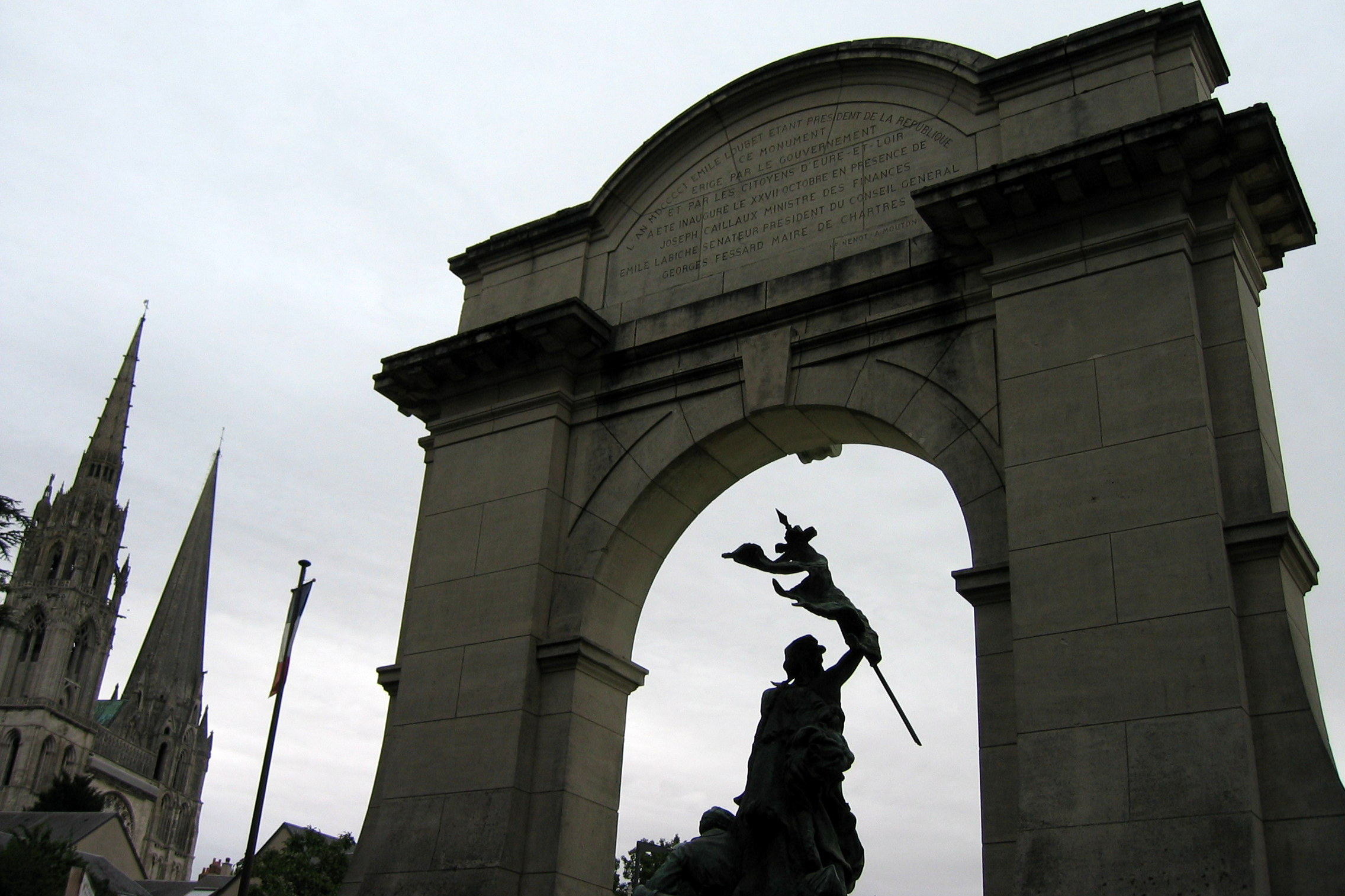
À la mémoire des enfants d'Eure-et-Loir morts pour la patrie, place Châtelet.

Fils de Louis Eugène Fessard, quincailler à Chartres et d'Albertine Louis Gazon, Georges Fessard est notaire à Chartres de 1874 à 1894, il est l'un des fondateurs du journal La Dépêche d'Eure-et-Loir, où il écrit de nombreux articles.
Élu conseiller municipal de Chartres en 1890, adjoint au maire en 1892, il est maire de 1893 à 1912. Durant son mandat, la place Billard a été dotée d'une halle ; il a inauguré en 1901 le monument À la mémoire des enfants d'Eure-et-Loir morts pour la patrie place Châtelet, Émile Loubet étant président de la République, en présence de Joseph Caillaux, ministre des finances et Émile Labiche, sénateur et président du conseil général d'Eure-et-Loir.
Sénateur d'Eure-et-Loir de 1905 à 1912, il est inscrit au groupe de la Gauche républicaine.

### Famille
Le 15 avril 1903, sa fille Jeanne Fessard épouse à Chartres, Alexandre Lefas, député d'Ille-et-Vilaine.

## Hommages
- Sa ville natale lui rend hommage en nommant Georges-Fessard la rue qui relie la place de la République à la place Châtelet.

## Sources
- « Georges Fessard », dans le Dictionnaire des parlementaires français (1889-1940), sous la direction de Jean Jolly, PUF, 1960 [détail de l’édition]